# Cerdistus manii
Cerdistus manii là một loài ruồi trong họ Asilidae. Cerdistus manii được Schiner miêu tả năm 1867.